# بیوه سیاه جنوبی
بیوه سیاه جنوبی (نام علمی: Latrodectus mactans) نام یک گونه از سرده عنکبوت‌های بیوه است.